# Jason Watt
 (juin 2019).
Pour les articles homonymes, voir Watt (homonymie).
Jason Watt est un pilote automobile danois né le 24 février 1970.

## Biographie
Après une carrière en karting, Jason Watt aura une carrière pleine de succès en formules de promotion : débutant en Formule Ford en 1992, il remporte en 1993 le championnat hivernal de Formule Vauxhall britannique. En 1994, il remporte également le Championnat de Grande-Bretagne de Formule Ford et le Formule Ford Festival. En 1995, il remporte le championnat européen de Formule Opel (de), tandis qu'en 1996, il commence à faire des courses de tourisme. Durant ces deux saisons, il fera également quelques courses en Formule 3 et Formule 2. 
Bien qu'il n'y ait pas gagné le titre, ses 3 années en Formule 3000 seront également réussies : 3e du championnat avec une victoire en 1997, 4e avec une victoire en 1998, et vice-champion avec deux victoires en 1998. Mais sa carrière va connaître un sérieux coup d'arrêt en 1999 à cause d'un accident de moto, qui va le laisser en partie paralysé.
Depuis 2000, il continue cependant à piloter avec une voiture spécialement adaptée, en championnat du Danemark de voitures de tourisme, dont il devient une figure incontournable : 7e du championnat 2000, vice-champion en 2001, et champion en 2002. Globalement, les années suivantes seront moins bonnes, terminant entre 6e (2003) et 13e (2007) du championnat, même s'il va gagner encore et monter plusieurs fois sur le podium. Depuis, il a fait également quelques apparitions dans d'autres championnat de tourisme, dont l'ETCC. 